# Монтевила (Болцано)
Монтевила је насеље у Италији у округу Болцано, региону Трентино-Јужни Тирол.
Према процени из 2011. у насељу је живело 56 становника. Насеље се налази на надморској висини од 1143 м.